# Feline idiopathische Cystitis
Die Feline Idiopathic Cystitis (FIC) ist eine Entzündung der Harnblase ohne erkennbare Ursache (idiopathisch) bei Hauskatzen, die meist spontan binnen einer Woche ausheilt. Sie entspricht etwa der Interstitiellen Cystitis des Menschen. Als wesentlicher Faktor bei der Entstehung einer FIC wird Stress angesehen. Zur langfristigen Behandlung ist daher vor allem die Beseitigung von Stressoren von Bedeutung. Im akuten Fall werden Schmerz- und krampflösende Mittel eingesetzt. In einigen Fällen kann es durch Bildung von Konkrementen zu einem Verschluss der Harnwege und damit zu einem urologischen Notfall kommen. Hier muss zunächst die Passagestörung beseitigt werden.

## Vorkommen
Etwa 0,5 % der Katzen erleiden im Verlauf ihres Lebens eine idiopathische Cystitis.
Zwischen 4 und 10 % aller einem Tierarzt vorgestellten Katzen sind Patienten mit Harnwegserkrankungen (Feline Lower Urinary Tract Disease, FLUTD). Eine Geschlechtsabhängigkeit besteht nicht. Die Mehrzahl der Fälle kommt im Winter und im Frühjahr vor. Die Wahrscheinlichkeit eines erneuten Auftretens bei einem einmal erkrankten Tier wird mit 30 bis 70 % angegeben. Übergewichtigkeit gilt als prädisponierender Faktor. Die Mortalitätsrate wird mit 6 bis 36 % angegeben.
Bei jungen und mittelalten Katzen ist die FIC für etwa die Hälfte der Harnwegserkrankungen verantwortlich.

## Klinisches Bild

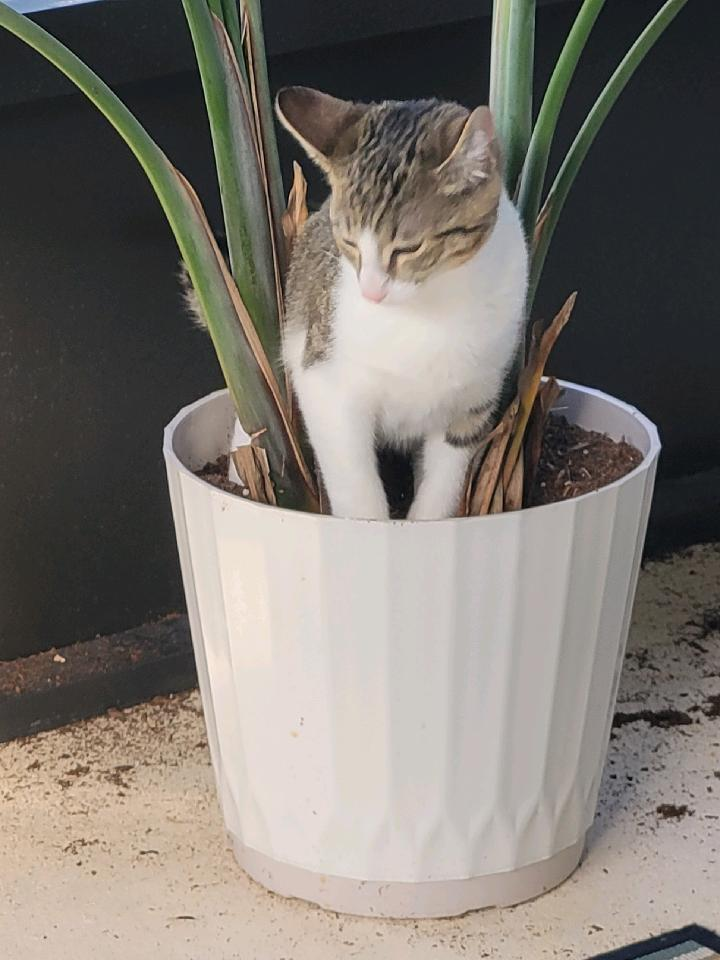
Periurie: Urinabsatz in einem Blumentopf

Die Feline Idiopathische Cystitis zeigt sich in häufigem Urinieren kleiner Mengen (Pollakisurie), Schmerzäußerungen beim Urinieren (Dysurie oder, wenn noch wenige Tropfen abgegeben werden, Strangurie) und Blut im Urin (Hämaturie). Darüber hinaus urinieren Wohnungskatzen häufig außerhalb der Katzentoilette (Periurie).
Bei männlichen Tieren kann es zu einer Verlegung der Harnwege (Obstruktion) kommen. Hier ist der Verlauf dramatischer. In den ersten Stunden versuchen die Kater vergeblich Harn abzusetzen. Sie zeigen Schmerzlautäußerungen, belecken den Penis und zeigen Angstsymptome: Die Tiere verkriechen sich häufig. Nach ein bis zwei Tagen zeigt sich das Bild einer Anreicherung giftiger Stickstoff-Verbindungen im Blut (Azotämie) mit Fressunlust (Anorexie), Erbrechen, Teilnahmslosigkeit (Apathie), Absinken der Körpertemperatur (Hypothermie), Azidose, erhöhter Atemfrequenz (Tachypnoe) und Abnahme der Herzfrequenz (Bradykardie). Löst sich der Pfropf in der Harnröhre nicht, führt diese Komplikation ohne Behandlung zum Tod.
Bei Katzen ohne Obstruktion ist die Harnblase beim Abtasten in der Regel klein, die Palpation kann schmerzhaft sein. Bei Tieren mit Obstruktion ist die Harnblase dagegen stark gefüllt und lässt sich nicht ausdrücken. Gelegentlich ist der Penis aus der Vorhaut ausgeschachtet und kann durch starkes Belecken wund sein.
Eine klinische Abgrenzung zu anderen Formen der Feline Lower Urinary Tract Disease (FLUTD) ist nicht möglich.

## Weiterführende Untersuchungen
Eine wichtige Zusatzuntersuchung ist die Urinuntersuchung. Über einen Blasenkatheter kann versucht werden, Urin zu gewinnen, besser mit einer ultraschallgeführten Blasenpunktion. Darüber hinaus sind der pH-Wert und das Vorkommen von Harnkristallen im Sediment zu prüfen.
Zum Ausschluss anderer Formen der FLUTD sind weitere Untersuchungen notwendig. Blasengrieß lässt sich auch sonografisch in der Harnblase darstellen, ebenso eine Verdickung der Harnblasenwand und Blasensteine. Größere Steine können auch röntgenologisch nachgewiesen werden. Mittels Kontrastmittels können auch Missbildungen der Harnwege röntgenologisch erfasst werden. Bei Rezidiven empfiehlt sich eine Blasenspiegelung. Bei mikroskopischem Nachweis von Bakterien oder Eiter ist eine FIC ausgeschlossen und eine bakteriologische Untersuchung sinnvoll.
Bei der Blutuntersuchung sollten insbesondere die Harnstoff-, Kreatinin- und Kalium-Werte überprüft werden.

## Therapie

### Nichtobstruktive FIC
Die Idiopathische Cystitis ohne Verlegung der Harnröhre verschwindet meist auch ohne Behandlung binnen einiger Tage. Da die Erkrankung jedoch sehr schmerzhaft ist und eine starke Stresssituation für die Katze darstellt, ist eine symptomatische Behandlung angezeigt.
Schmerzstillende Mittel wie Buprenorphin und entzündungshemmende Mittel wie Meloxicam können den akuten Schmerzreizen entgegenwirken. Glucocorticoide sind dagegen nachweislich unwirksam. Die Gabe von Glykosaminoglykanen wurde lange Zeit propagiert, hat sich aber in mehreren Studien als unwirksam erwiesen. Krampflösende Medikamente wie Acepromazin, Prazosin, Phenoxybenzamin können versucht werden.

### Obstruktive FIC
Eine obstruktive FIC, also die Verlegung der Harnwege durch Konkremente aus Epithel- und Entzündungszellen, ist ein Notfall. Zunächst kann eine mechanische Beseitigung des Pfropfes über einen Blasenkatheter unter Sedierung beziehungsweise Kurznarkose versucht werden. Nach dessen Entfernen muss die Harnblase mehrmals am Tag ausgedrückt werden, denn im Anschluss an eine Obstruktion entsteht bei Katzen häufig eine Lähmung der Muskulatur der Blasenwand (Detrusor). Die Blasenmuskulatur kann mit einem Cholinergikum (z. B. Bethanechol) angeregt werden. In schweren Fällen sind eine chirurgische Beseitigung und eine Penisamputation mit Schaffung eines künstlichen Harnröhrenausgangs im Bereich des Damms notwendig (Perineale Urethrostomie). Diese Operation kann allerdings ein erneutes Auftreten einer Obstruktion nicht vollständig verhindern und birgt auch ein erhöhtes Risiko für aufsteigende Harnwegsinfektionen.

### Langzeitmanagement
Für den Langzeiterfolg und das Verhindern von Rezidiven sind das Erkennen und die Beseitigung eventueller Stressoren unverzichtbar. Unter Umständen ist dazu ein auf Verhaltensstörungen spezialisierter Tierarzt notwendig. Dazu gehören unter Umständen auch die Reduktion der Tierzahl in Mehrkatzenhaushalten, ein der Tierzahl und den örtlichen Gegebenheiten adäquates Toilettenmanagement und eine artgerechte Bereicherung der Umwelt (Kletterbäume, erhöhte Ruheplätze). Unterstützend können Pheromone oder Alpha-Casozepin bei Stresssituationen eingesetzt werden, für letztere gibt es bislang aber keine Wirksamkeitsstudien bei FIC. Bei chronischen therapieresistenten Fällen können auch Antidepressiva wie Amitriptylin oder Clomipramin versucht werden.
Zudem sind Maßnahmen hilfreich, die zu einer gesteigerten Trinkwasseraufnahme und damit zu einer stärkeren „Spülung“ der Harnblase führen. Dies kann durch eine Umstellung auf Feuchtfutter, durch das Verabreichen von speziell auf Erhöhung der Wasseraufnahme formuliertem Trockenfutter oder durch eine Steigerung der Attraktivität der Tränken (mehrere Tränkstellen pro Tier, vom jeweiligen Tier bevorzugte Gefäße nach Material und Ausführung, Trinkbrunnen, Zumischung von Geschmacksträgern) erreicht werden.
Die Gewichtsreduktion ist bei übergewichtigen Katzen ein wichtiger Faktor.